# Plectrophora edwallii
Plectrophora edwallii är en orkidéart som beskrevs av Célestin Alfred Cogniaux. Plectrophora edwallii ingår i släktet Plectrophora och familjen orkidéer. Inga underarter finns listade i Catalogue of Life.